# Witte Singel
De Witte Singel is een singel en straat in de Nederlandse stad Leiden.
De singel ligt aan de west- en zuidrand van de in de 17e eeuw gereed gekomen singelstructuur die de binnenstad van Leiden omsluit en loopt van het Galgewater (Oude Rijn) tot de Zoeterwoudsesingel.
De straat ligt aan de buitenzijde van de singel, de binnen- of centrumzijde kent behalve de Boisotkade geen straten.

## Belangrijke plekken
Belangrijke gebouwen/plekken langs en aan de Witte Singel zijn:

### Binnenzijde (centrumzijde)
- De  Hortus Botanicus
- De Oude Sterrewacht, op een voormalig bolwerk
- Het LAKtheater en diverse faculteiten van de Universiteit Leiden
- Het Regionaal Archief Leiden
- Het Van der Klaauw Laboratorium

### Buitenzijde (straatzijde)
- Gebouw Leidsch Dagblad, Witte Singel 1, ontwerp van architect Dudok.
- De  Universiteitsbibliotheek
- Huizenblok De Draaimolen, nummer 70-72, ontwerp van architect Jesse.

## Fotogalerij

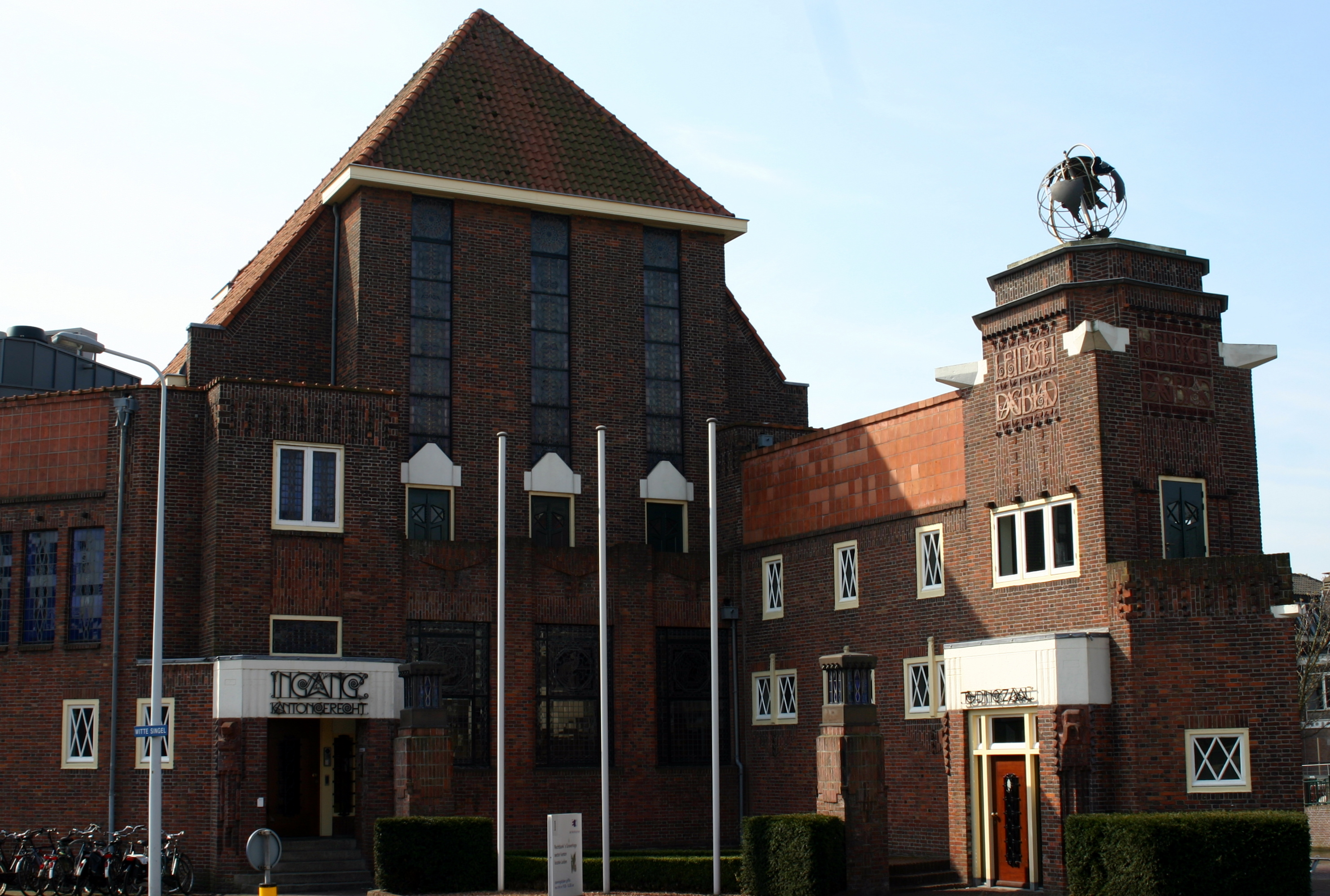
Gebouw Leidsch Dagblad, Witte Singel 1
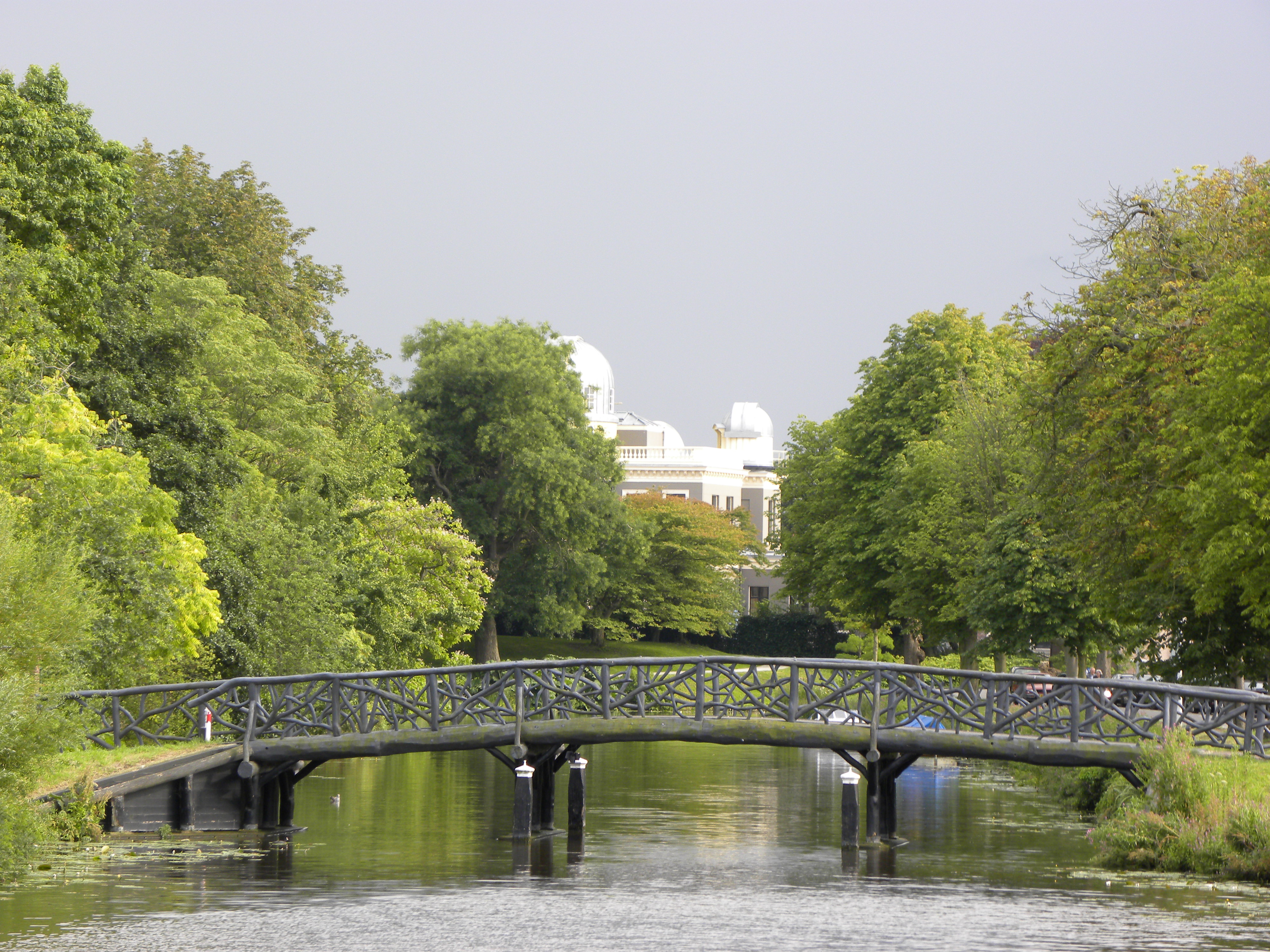
Paterbrug, t/o Witte Singel 27
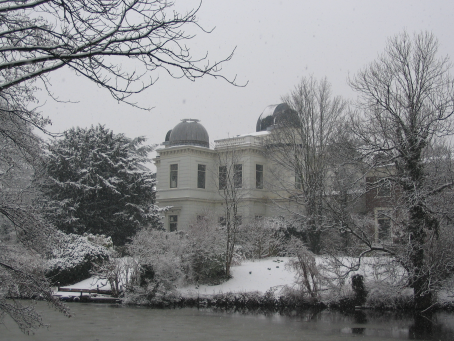
De Oude Sterrewacht in de winter
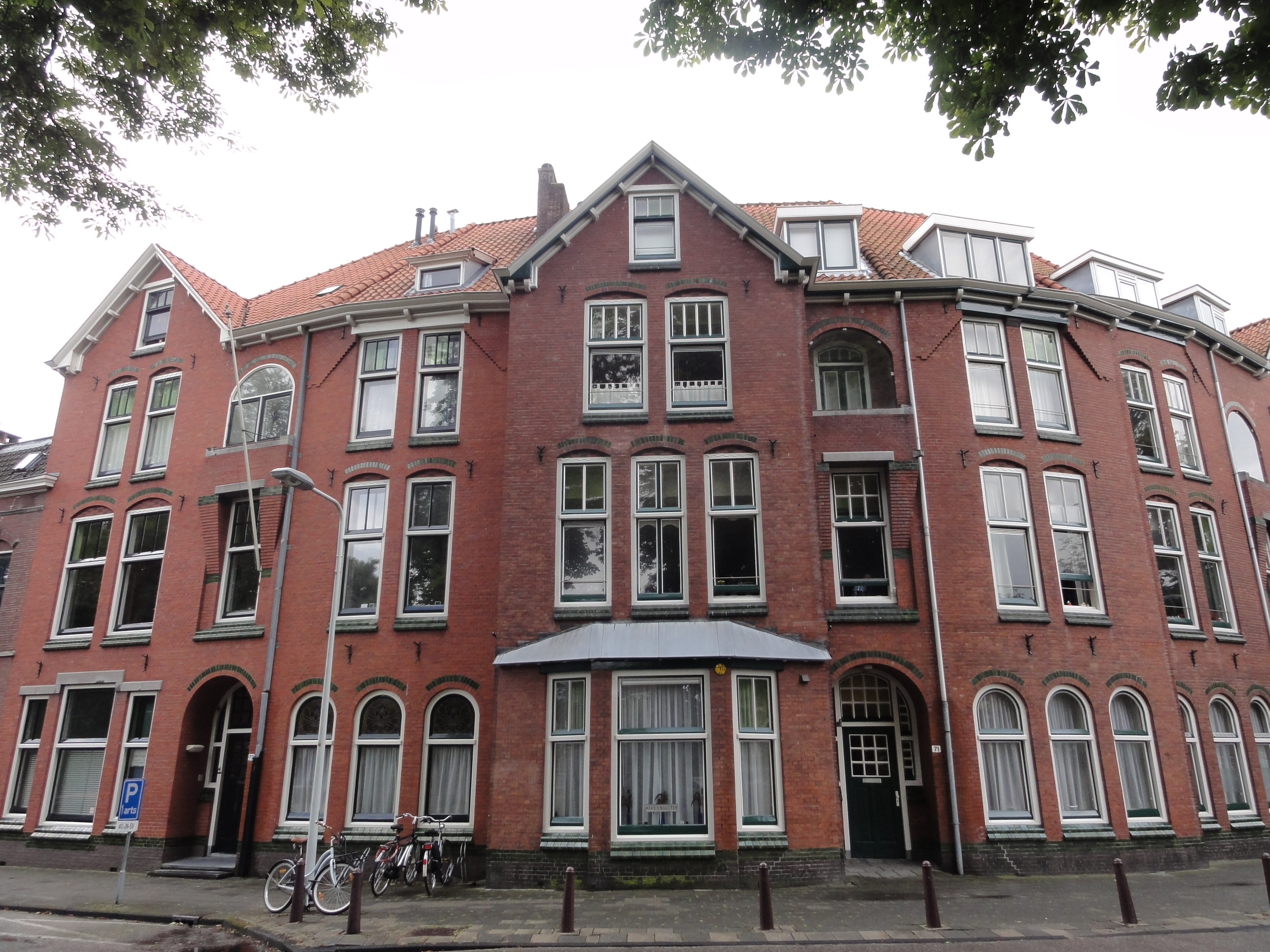
De draaimolen, Witte Singel 70-72
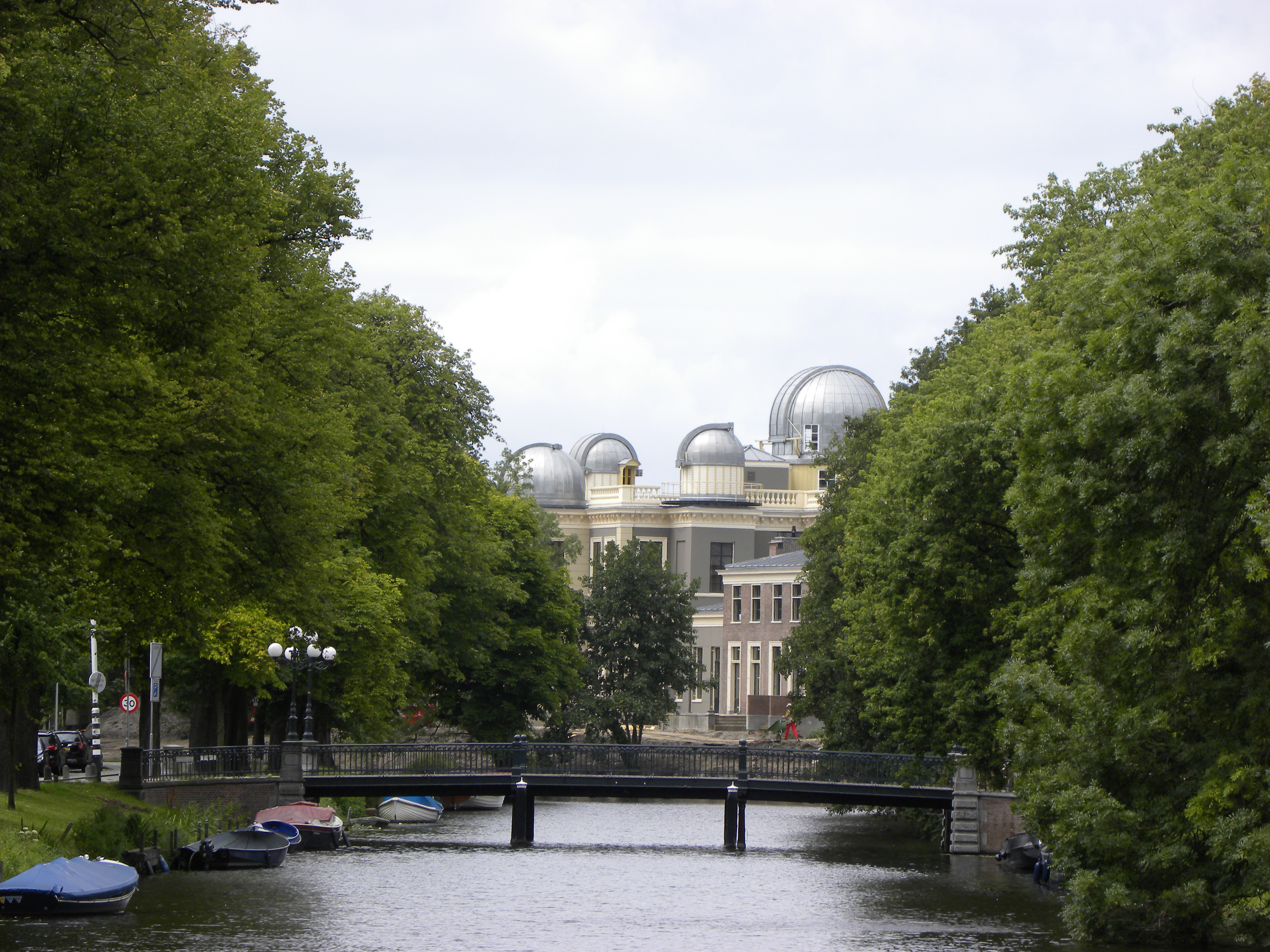
Vreewijkbrug met op de achtergrond de in 2011 gerestaureerde Sterrenwacht, Witte Singel
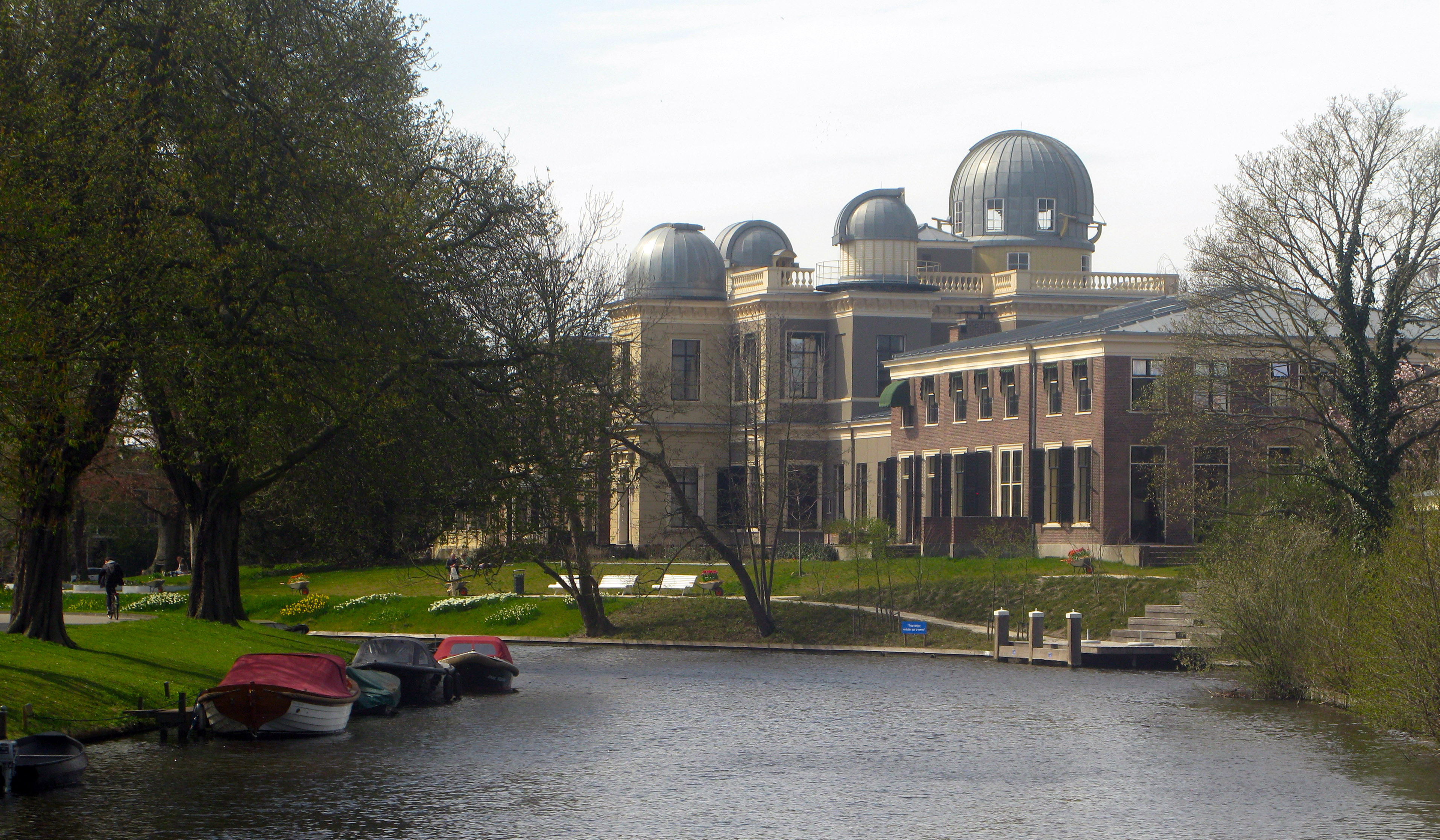
Sterrewacht 2013
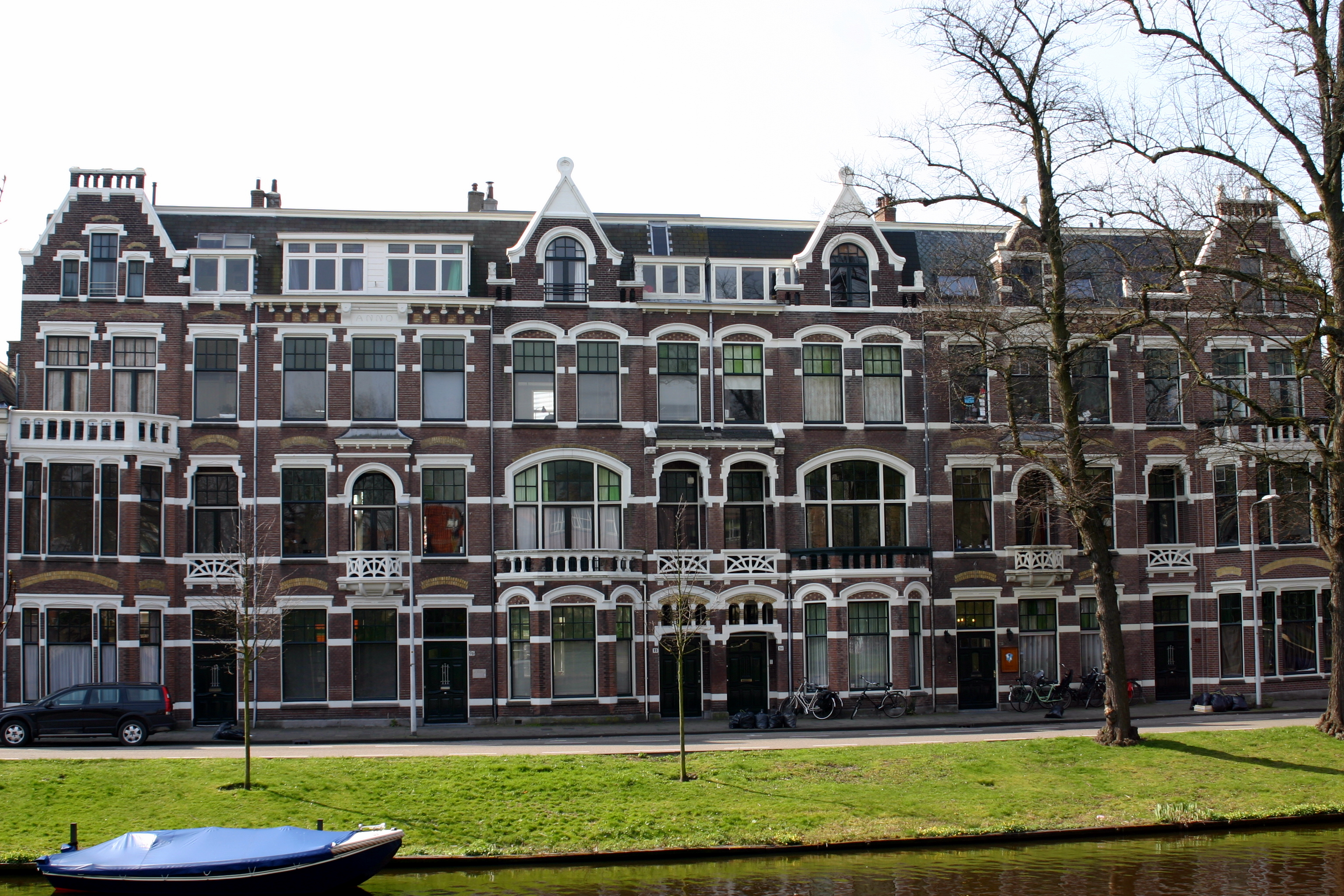
Blokje van zes etagewoningen, Witte Singel 92-97
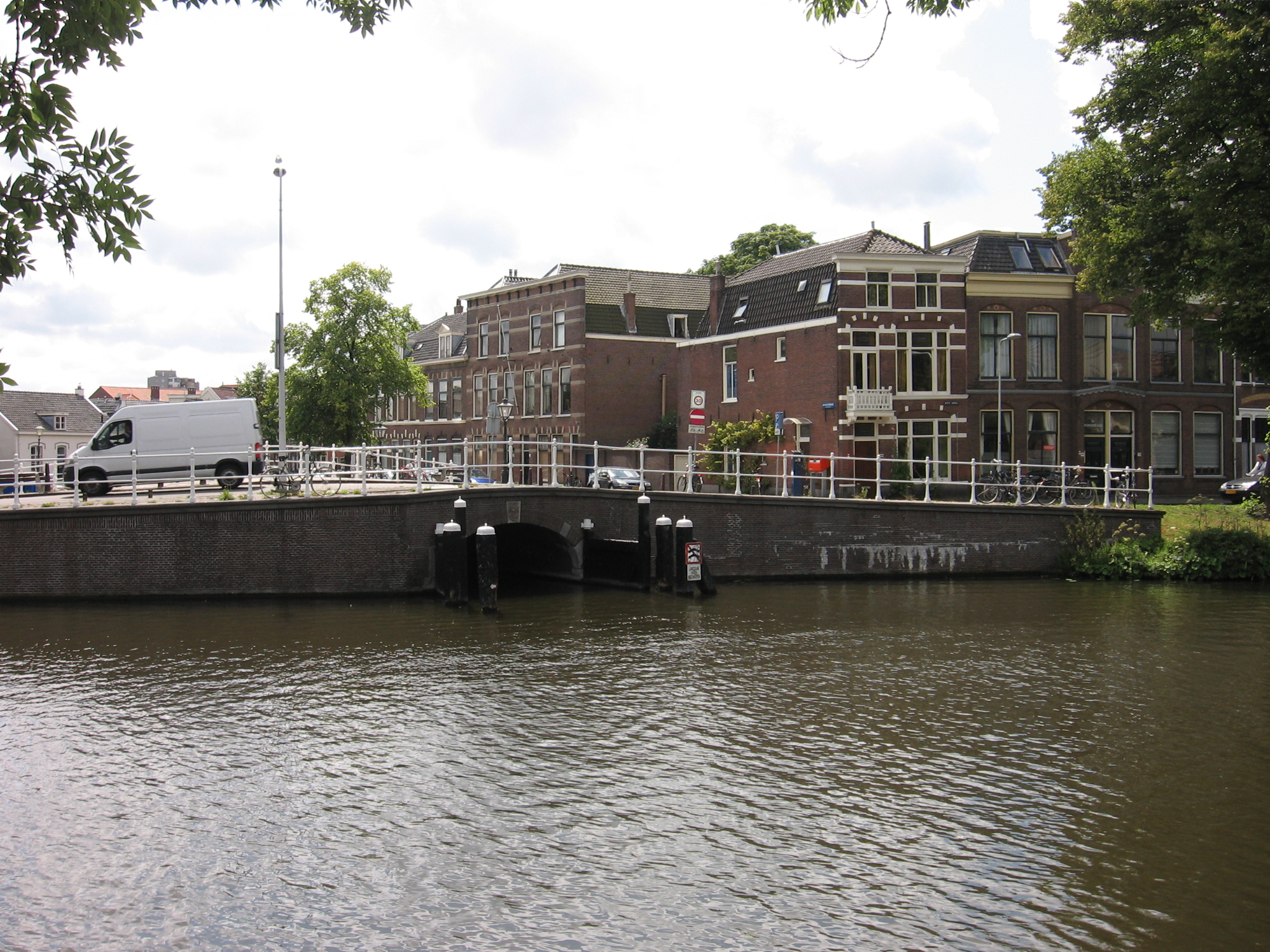
Neksluisbrug over de Vliet, Witte Singel

Aalmarkt · Beschuitsteeg · 4e Binnenvestgracht · Botermarkt · Bouwelouwensteeg · Breestraat · Diefsteeg ·  Fokkestraat · Galgewater · Groenesteeg · Haarlemmerstraat · Hogewoerd · Korte Bouwelouwensteeg · Lammermarkt · Noordeinde · Van der Werfstraat  · Witte Singel · Zoeterwoudsesingel